# Lista de prefeitos de Unaí
Esta é a lista de prefeitos e vice-prefeitos do município de Unaí, no estado brasileiro de Minas Gerais.
| Nº | Prefeito                                | Imagem                | Partido                                          | Vice-Prefeito                          | Início do mandato       | Fim do mandato                                  | Observações                                   |
| 1  | José Luís Adjuto                        |                       | Partido Social Democrático PSD                   | —                                      | 15 de janeiro de 1944   | 26 de abril de 1947                             | Prefeito nomeado                              |
| 2  | Israel Versiani Valadares               |                       | União Democrática Nacional UDN                   | —                                      | 26 de abril de 1947     | 11 de setembro de 1947                          | Prefeito nomeado                              |
| 3  | Antônio Martins Versiani                |                       | União Democrática Nacional UDN                   | —                                      | 11 de setembro de 1947  | 29 de setembro de 1947                          | Prefeito nomeado                              |
| 4  | Orlando Araújo                          |                       | União Democrática Nacional UDN                   | —                                      | 29 de setembro de 1947  | 23 de dezembro de 1947                          | Prefeito nomeado                              |
| 5  | Romero Ulhoa Santana                    |                       | Partido Republicano PR                           | Oscar Rangel                           | 23 de dezembro de 1947  | 31 de janeiro de 1951                           | Prefeito e vice eleitos em sufrágio universal |
| 6  | João Costa                              |                       | União Democrática Nacional UDN                   | Eduardo Roquete Brochado               | 31 de janeiro de 1951   | 31 de janeiro de 1955                           | Prefeito e vice eleitos em sufrágio universal |
| —  | Oscar Rangel                            |                       | União Democrática Nacional UDN                   | —                                      | 31 de janeiro de 1955   | 28 de fevereiro de 1955                         | Prefeito interino                             |
| 7  | Romero Ulhoa Santana                    |                       | Partido Republicano PR                           | Oscar Rangel (PR)                      | 28 de fevereiro de 1955 | 31 de janeiro de 1959                           | Prefeito e vice eleitos em sufrágio universal |
| 8  | José Adjuto Filho                       |                       | Partido Social Democrático PSD                   | Virgílio Justiniano Ribeiro            | 31 de janeiro de 1959   | 31 de janeiro de 1963                           | Prefeito e vice eleitos em sufrágio universal |
| —  | Adolfo Rodrigues da Silva               |                       | Partido Social Democrático PSD                   | —                                      | 23 de agosto de 1962    | 8 de setembro de 1963                           | Presidente da Câmara Municipal                |
| 9  | Virgílio Justiniano Ribeiro             |                       | Aliança Renovadora Nacional ARENA                | Sebastião Versiani                     | 31 de janeiro de 1963   | 2 de fevereiro de 1967                          | Prefeito e vice eleitos em sufrágio universal |
| 10 | Sebastião Alves Pinheiro                |                       | Aliança Renovadora Nacional ARENA                | Jair Vieira Machado (ARENA)            | 2 de fevereiro de 1967  | 31 de janeiro de 1971                           | Prefeito e vice eleitos em sufrágio universal |
| —  | Jair Vieira Machado                     |                       | Aliança Renovadora Nacional ARENA                | —                                      | 14 de setembro de 1970  | 17 de novembro de 1970                          | Prefeito interino                             |
| 11 | Ronaldo Rodrigues Marques               |                       | Aliança Renovadora Nacional ARENA                | Delvito Alves da Silva                 | 1º de fevereiro de 1971 | 31 de janeiro de 1973                           | Prefeito e vice eleitos em sufrágio universal |
| 12 | Sebastião Alves Pinheiro                |                       | Aliança Renovadora Nacional ARENA                | José Rodrigues Neto (ARENA)            | 1º de fevereiro de 1973 | 31 de janeiro de 1977                           | Prefeito e vice eleitos em sufrágio universal |
| 13 | Saint'Clair Martins Souto, Adelmo Souto |                       | Movimento Democrático Brasileiro MDB             | Eli Pinto de Carvalho (MDB)            | 1º de fevereiro de 1977 | 31 de janeiro de 1983                           | Prefeito e vice eleitos em sufrágio universal |
| 14 | Adélio Martins Campos                   |                       | Partido do Movimento Democrático Brasileiro PMDB | Geraldo Paulo Máximo (PMDB)            | 1º de fevereiro de 1983 | 31 de dezembro de 1988                          | Prefeito e vice eleitos em sufrágio universal |
| 15 | Sebastião Alves Pinheiro                |                       | Partido Democrático Social PDS                   | José Braz da Silva (PDS)               | 1º de janeiro de 1989   | 31 de dezembro de 1992                          | Prefeito e vice eleitos em sufrágio universal |
| 16 | Adélio Martins Campos                   |                       | Partido Democrata Cristão PDC                    | Geraldo Paulo Máximo (PDC)             | 1º de janeiro de 1993   | 31 de dezembro de 1996                          | Prefeito e vice eleitos em sufrágio universal |
| 17 | José Braz da Silva                      |                       | Partido Trabalhista Brasileiro PTB               | Doutor Márcio Brostel (PMDB)           | 1º de janeiro de 1997   | 31 de dezembro de 2000                          | Prefeito e vice eleitos em sufrágio universal |
| 17 | José Braz da Silva                      | 1º de janeiro de 2000 | Partido Trabalhista Brasileiro PTB               | Doutor Márcio Brostel (PMDB)           | 31 de dezembro de 2004  | Prefeito e vice reeleitos em sufrágio universal |                                               |
| 18 | Antério Mânica                          |                       | Partido da Social Democracia Brasileira PSDB     | José Gomes Branquinho (PR)             | 1º de janeiro de 2005   | 31 de dezembro de 2008                          | Prefeito e vice eleitos em sufrágio universal |
| 18 | Antério Mânica                          | 1º de janeiro de 2009 | Partido da Social Democracia Brasileira PSDB     | José Gomes Branquinho (PR)             | 31 de dezembro de 2012  | Prefeito e vice reeleitos em sufrágio universal |                                               |
| 19 | Delvito Alves da Silva Filho            |                       | Partido Trabalhista Brasileiro PTB               | Hermes Martins Souto (PV)              | 1º de janeiro de 2013   | 31 de dezembro de 2016                          | Prefeito e vice eleitos em sufrágio universal |
| 20 | José Gomes Branquinho                   |                       | Partido da Social Democracia Brasileira PSDB     | Waldir Wilson Novais Pinto Filho (PRP) | 1º de janeiro de 2017   | 31 de dezembro de 2024                          | Prefeito e vice eleitos em sufrágio universal |
| 21 | Thiago Martins Rodrigues                |                       | Partido Liberal PL                               | Célio Teodoro Da Silva (REP)           | 1º de janeiro de 2025   | Atual                                           | Prefeito e vice eleitos em sufrágio universal |